# Koreai filmművészet
A koreai filmművészet az egykori egységes Korea, valamint Észak-Korea és Dél-Korea filmművészetét foglalja magába az 1800-as évek végétől napjainkig. A koreai filmművészet kezdetén készült alkotások nagy része megsemmisült a japán elnyomás, a koreai háború, valamint a katonai diktatúra időszaka alatt, ezeket a filmeket csak korabeli újságok, valamint filmtörténészek, például I Jongil (Lee Young-il) feljegyzései alapján lehet megismerni.

## Története

### A mozgókép megérkezése Koreába

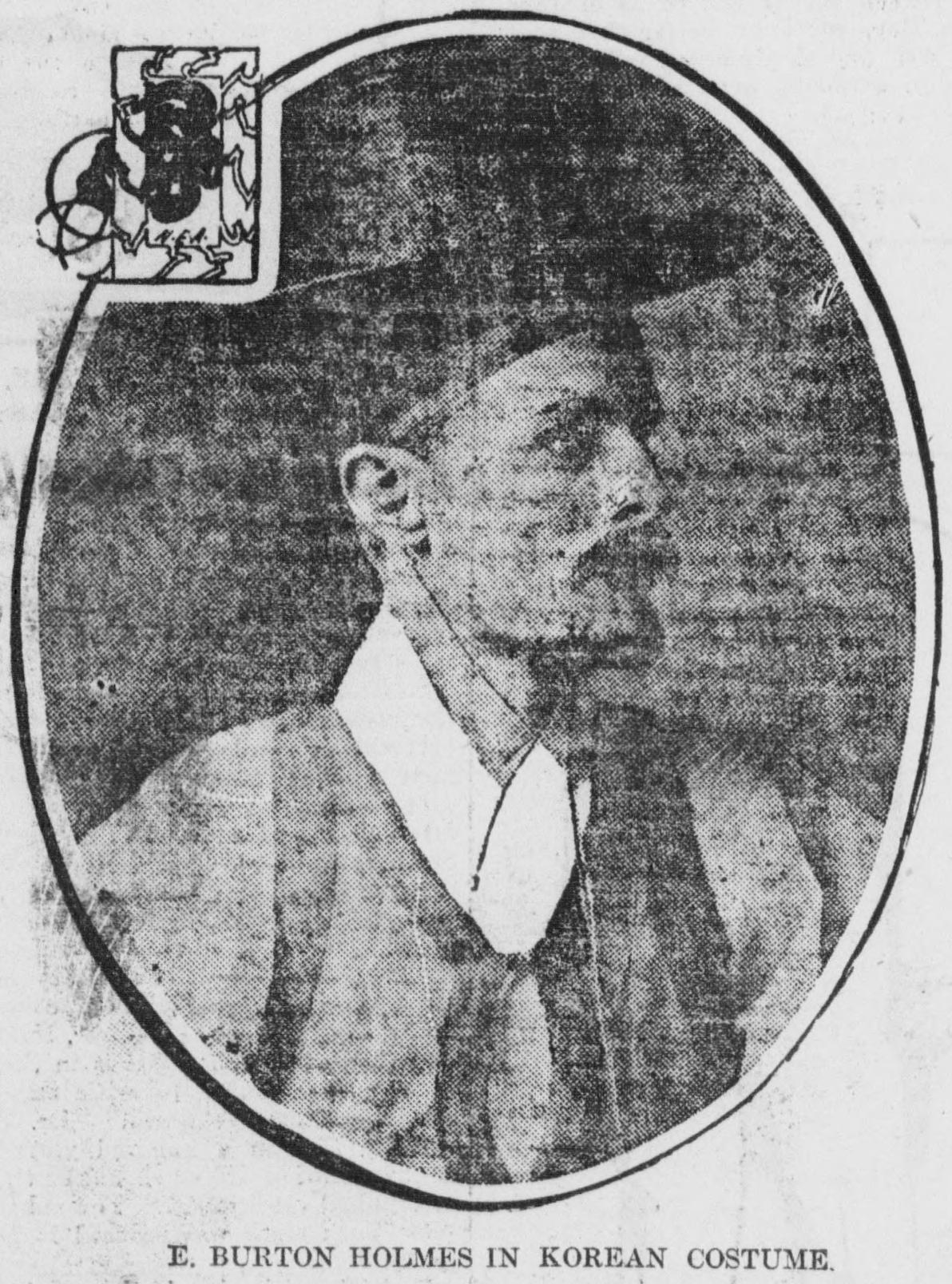
Burton Holmes koreai öltözékben 1904-ben

Megoszlanak a vélemények arról, hogy mikor jutott el a mozgókép Koreába, a Koreai Filmtanács kiadványa szerint egy korabeli The Times cikkben azt írják, 1897-ben tartottak először filmvetítést Pukcshon (Bukcheon)ban, ahol rövid francia filmhíradókat (actualité) mutattak be. Ezt cáfolja Brian Yecies kutató, aki állítása szerint nem talált ilyen Times-cikket, és a történetet mendemondának tartja.
A mozgóképélmény először a királyi családnak adatott meg Koreában, a századfordulón Burton Holmes vetített filmet a királyi palotában. Az első nyilvános vetítésre korabeli újságokban fennmaradt közlemények szerint 1903-ban került sor egy amerikai üzletember, James A. Thomas jóvoltából, aki marketingstratégiaként vetette be a mozgóképet a Hansung Electric Company által üzemeltetett villamosok és saját cigarettagyára népszerűsítésére: aki jegyet vett a villamosra, egy doboz cigarettát kapott ajándékba, valamint egy jegyet a vetítésre. 1903 júliusára olyan népszerű lett a film, hogy a hagyományos színházi és táncelőadásokat tartó Vongaksza (Wongaksa) színház is vetítőgépeket vásárolt. 1907-re már négy filmszínház működött Szöulban, a legnagyobb a Hansung Electric Company amerikai tulajdonosaié volt.

### A koreai film kezdetei

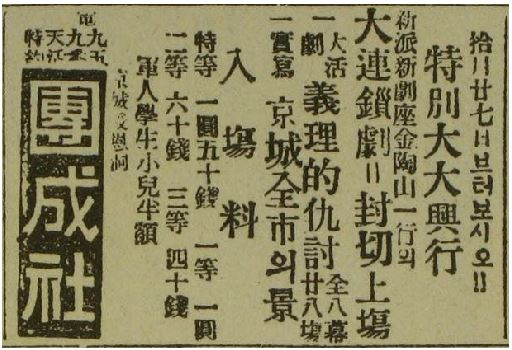
Az Iridzsok kutho (Uirijeok guto) reklámja egy 1919-es újságban

Az 1910-es éveket követően a koreai filmpiacot a külföldről importált filmek uralták. 1910 és 1922 között 2570 filmet vetítettek Koreában. A helyi közönség a filmhíradó helyett jobban kedvelte a fiktív történeteket, nagy sikerrel vetítették például Francis Ford The Broken Coin című filmsorozatát, vagy D. W. Griffith Út a boldogság felé című némafilmjét.
Ebben az időszakban lett népszerű a kino-dráma műfaja, mely ötvözte a mozgóképet a színházi előadással. Az első ilyen hibrid alkotást 1919-ben Iridzsok kutho (Uirijeok guto) (의리적 구토, „Igazságos bosszú”) címmel mutatta be a Tanszongsza (단성사, Danseongsa) színház. 1923-ig mintegy 20 hasonló produkció született, melyeket a japán sinpa (新派) melodrámák ihlettek. Számos színház épült ebben az időszakban, nem csak Szöulban, de nagyobb városokban is, melyek többsége japán üzletemberek tulajdonában volt.

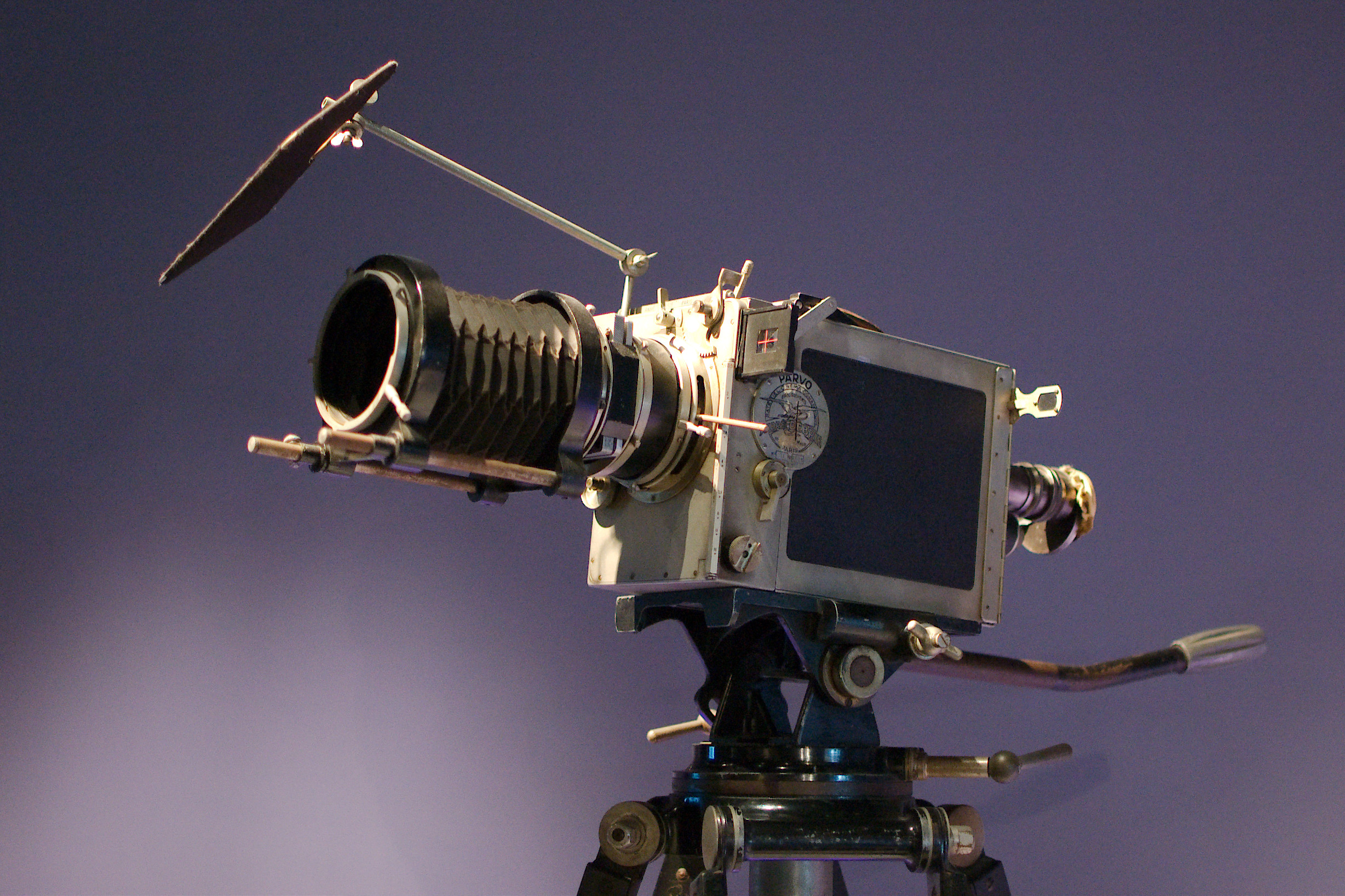
Parvo kamera

Az első koreai játékfilmek 1923-ban készültek el: Von Szanman (원산만, Won San-man) Kukkjong (Gukgyeong) (국경, „A határ”) című alkotása, valamint Jun Bengnam (Yun Baek-nam) (윤백남) Volhai mengszo (Wolhaui maengseo) (월하의 맹서, „Eskü a holdfényben/Eskütétel a Hold alatt”) címet viselő filmje. A némafilmeket úgynevezett pjonszák (byeonsák) (변사; japán megfelelője a bensi) narrálták, valamint kiszeng (gisaeng)ek.
1923-ban nagy sikert aratott a japán Hajakava Gosú (早川孤舟) által rendezett Cshunhjangdzson (Chunhyangjeon) (춘향전), mely a népszerű Cshunhjanggát (Chunhyanggát) dolgozza fel. 1924-ben a Tanszongsza (Danseongsa) színház elkészítette az első, teljesen koreai stábbal forgatott némafilmet Csanghva Hongnjon cson (Janghwa Hongryeon jeon) (장화홍련전, „Csanghva és Hongnjon (Janghwa és Hongryeon) története”) címmel. 1924-ben létrejött a Chosun Kinema filmprodukciós vállalat Puszan (Busan)ban, amely még ebben az évben leforgatta a Hei pigok (Haeui bigok) (해의 비곡, „A nap bús dala”) című filmet. Az alkotást teljes egészében japánok készítették, csak a színészek voltak koreaiak. Hazai viszonylatban bukásnak számított, Japánban azonban sikert aratott, és ez volt az első koreai film, amit Franciaországban készült Parvo kamerával fényképeztek. A filmet számos helyszínen, Szöulban, Tegu (Daegu)ban, Csedzsu (Jeju) szigetén forgatták. A vállalat összesen négy filmet jelentetett meg, mielőtt feloszlott.

### A japán elnyomás időszakának némafilmjei

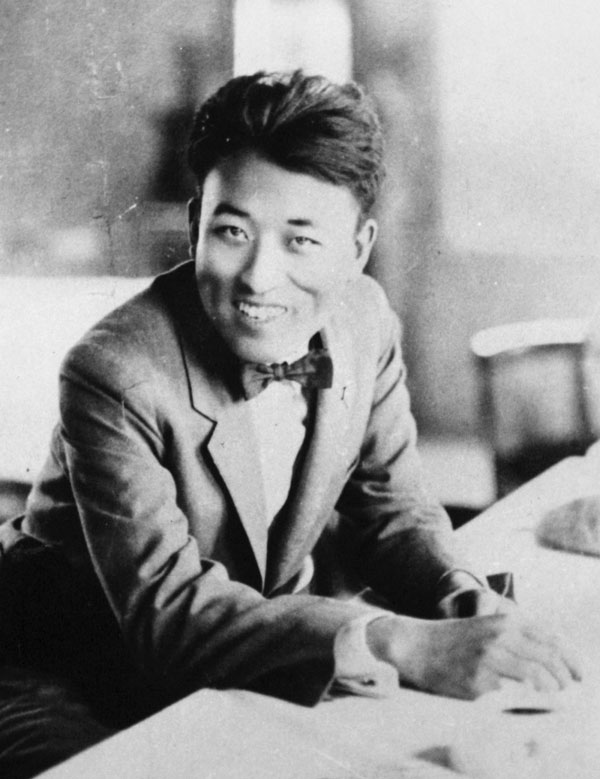
Na Ungju (Na Un-gyu)

A Chosun Kinema társasághoz tartozó Jun Bengnam (Yun Baek-nam) saját, független vállalatot alapított, ahol a korai koreai filmművészet egyik legnagyobb alakjának tartott Na Ungju (Na Un-gyu) (나운규, 羅雲奎) 1925-ben a Simcshongdzson (Simcheongjeon) (심청전, „Sim Cshong (Sim Cheong) története”) című filmben nyújtott alakításával egy csapásra híres színész lett. 1926-ban a mindössze 25 éves Na Arirang címmel írt és rendezett egy filmet, melynek a főszereplője is ő volt. Az alkotásban egy zavart elmeállapotú férfit alakított, aki megöli egy gazdag földesúr japán rendőrökkel cimboráló fiát. A film szenzációt okozott, rejtett szimbolikájával a japánok elleni ellenállásra ösztönzött. Számos fiatal filmest inspirált hasonlóan realista és elnyomásellenes filmek készítésére.
1926 és 1937 között mintegy 80 némafilm látott napvilágot Koreában, azonban az 1926-ban bevezetett cenzúra megnehezítette a koreai filmesek munkáját. Ennek ellenére a filmgyártás fejlődésnek indult, egyre nagyobb érdeklődés övezte a mozgóképet, melyek egyúttal a változó koreai társadalmat is filmre rögzítették, például a konfuciánus ideálokkal szembemenő, szabadelvű női karakterek is megjelentek a vásznon, a konzervatív elit férfitársadalom legnagyobb aggodalmára. A cenzúra hatására több koreai filmes is Kínába emigrált, a hátramaradtak kénytelenek voltak a japán elvárásoknak megfelelően gyarmati propagandafilmeket gyártani. A cenzúra több, végül kiadott filmet is jelentősen megvágott, például Hong Gemjong (홍개명, Hong Gae-myeong) Hjolma (Hyeolma) (혈마, „Véres ló”, 1928) című filmjének nyolc tekercséből csak három maradt meg, I Gjuhvan (이규환, 李圭煥; 1904–1982, Lee Gyu-hwan) Imdzsa omnun narutpe (Imja eomneun narutbae) (임자 없는 나룻배, „Senki kompja”) című filmjéből pedig mintegy 300 méternyi szalagot vágtak ki a cenzorok.

### A hangosfilm megjelenése

Cshunhjangdzson (Chunhyangjeon) (춘향전, 1935) című filmje volt az első koreai hangosfilm

Az 1930-as évek technikai fejlődésének egyik úttörője volt I Phiru (이필우, 李弼雨; 1897–1978, Lee Pil-woo) operatőr, aki számos tanítványának adta át tudását, közöttük a testvéreinek. Öccse, I Mjongu (이명우, 李明雨, Lee Myeong-u) Cshunhjangdzson (Chunhyangjeon) (춘향전) című filmjéhez saját maga fejlesztett hangtechnikát (bár japán segítséggel), ezzel létrejött az első koreai hangosfilm. I (Lee) azután utazott Kínába és Japánba a hangosfilmet tanulmányozni, hogy 1930-ban Koreában bemutatták a Paramount on Parade című amerikai filmet. A japánok az amerikai RCA Photophone rendszer alapján létrehozták a saját rendszerüket (Cucsihasi, 土橋), ezt vette át I (Lee) is. Bár a technika kezdetleges volt és amatőrnek hatott, emiatt a kritikusok negatívan fogadták, a nézőket lenyűgözte az első hazai hangosfilm.
A kezdeti bukdácsolás ellenére a hangosfilmek hamar átvették a vezetést, 1936-ban már a bemutatott filmek felét tették ki. Ekkor jelent meg például az első zenés film, a Nore Csoszon (Norae Joseon) (노래 조선, „Csoszoni dalok”), valamint az Arirang 3 (아리랑 3편), Na Ungju (Na Woon-gyu) filmsorozatának harmadik és egyetlen hangos része. A hangosfilm elterjedése a színjátszást is megváltoztatta, kellemes orgánumú színpadi színészek és színésznők számára teremtett lehetőséget a filmvásznon, mint No Dzsesin (노재신, 盧載信; 1916–2003, No Jae-sin), I Dzsongcshol (이종철, 李鍾哲; 1909–1972, Lee Jong-cheol) vagy Mun Jebong (문예봉, 文藝峰; 1917–1999, Mun Ye-bong). A vezető rendezők jó része külföldön, Japánban vagy Németországban tanult, a korszakra pedig a koprodukciók voltak jellemzőek, leginkább technikai okok miatt: Koreának egyszerűen szüksége volt a tapasztalt japán mérnökök segítségére az egyre fontosabbá váló hangosfilm technikai problémáinak megoldására.
A koprodukciók és az erős japán cenzúra ellenére a koreai filmesek elkezdték megtalálni saját hangjukat, azáltal, hogy összehasonlították filmjeiket a japán és nyugati alkotásokkal. Jellemzőek lettek a koreai folklórból, a csoszoni (joseoni) időkből merítkező alkotások, az 1938-ban megtartott első koreai filmfesztiválon például az Arirangot választották a legjobb némafilmnek, és az 1937-ben bemutatott Simcshongdzson (Simcheongjeon)t (심청전) a legjobb hangosfilmnek. Az Arirang egy faluban játszódik, vidéki emberek életét mutatja be, a Simcshongdzson (Simcheongjeon) pedig egy népszerű phanszori (pansori)történet zenés feldolgozása.

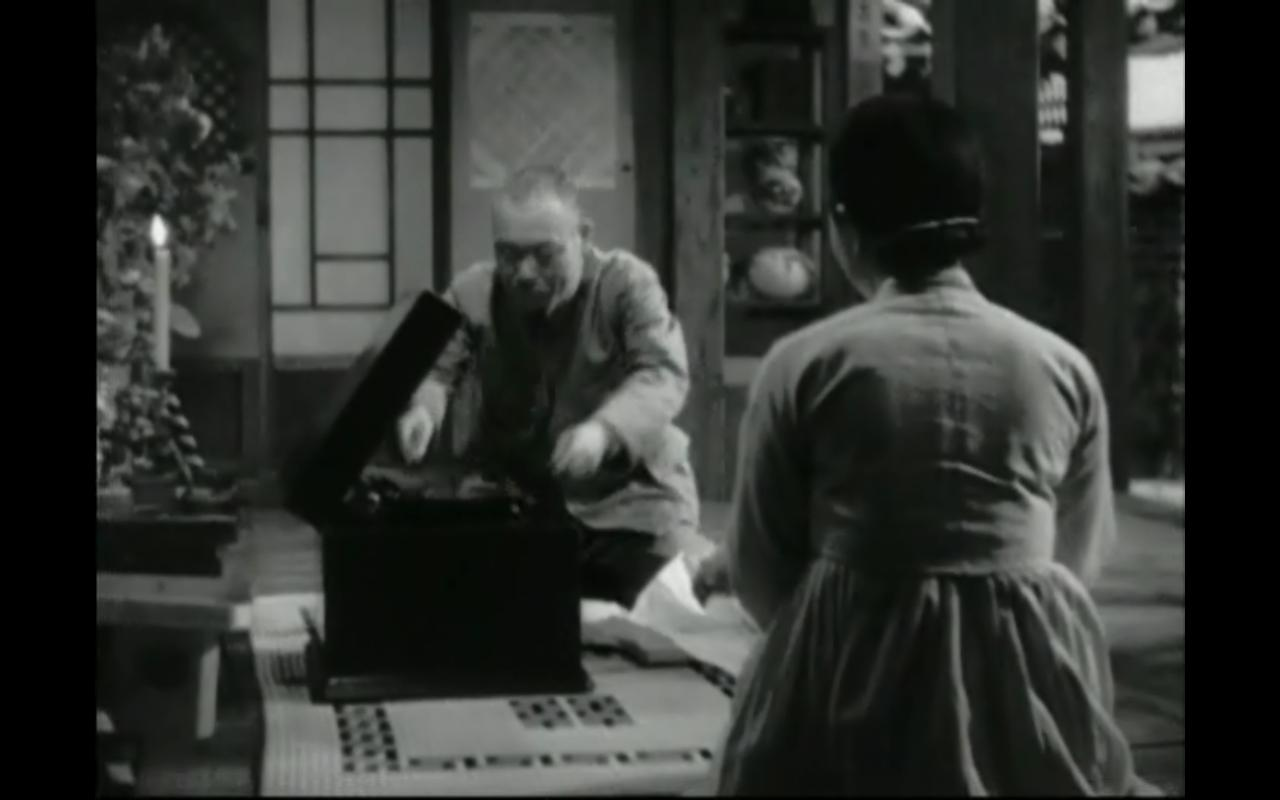
Szarangi mengszo (Sarangui maengseo) (사랑의 맹서), a japánokkal kollaboráló Cshö Ingju (choi In-gyu) (최인규, 崔寅奎; 1911–?) 1945-ös filmje

1935 és 1939 között Korea 26 filmet készített, melyek közül számos irodalmi mű feldolgozása volt. Az egyik ilyen a Pak Kicshe (박기채, 朴基采; 1906–?, Park Gi-chae) rendezte Mudzsong (Mujeong) (무정, „Szívtelen”) című film I Gvangszu (Lee Gwang-su) azonos című regényéből. 1940-t követően a cenzúra még szigorúbb lett, a japán vezetés életbe léptetett egy új filmrendeletet, aminek értelmében a moziknak japán háborús propagandafilmeket kellett vetíteniük, ki kellett tűzniük a birodalmi zászlót és a háborút támogató szlogeneket kellett felvonultatniuk minden vetítés előtt. A koreai filmgyártás drasztikusan visszaesett. Összesen hat film készült 1940-ben, mindegyik japán propagandát terjesztett, például integrálást Japánnal és háborús részvételre ösztönözte a koreaiakat. Akik nem voltak hajlandóak kollaborálni a japán filmtörvénnyel, emigráltak.
1942-re a helyzet még súlyosabbá vált, a magán disztribútorokat erőszakkal bezárták, a filmdisztribúciót koloniális vállalat vette át, a koreai nyelvű filmek terjesztését betiltották, csak japán nyelven lehetett filmet gyártani. Az állami filmvállalatnál számos koreai rendező dolgozott a japánok keze alá, akik az 1945-ös felszabadulást követően propagandafilmek gyártásáról a függetlenséget éltető filmek készítésére álltak át.
A korszakból összesen 11 film maradt fenn, ezek kópiáját Kínából, Japánból és Oroszországból sikerült visszaszerezni:
- Mimong (미몽, „Édes álom”), rendezte: Jang Dzsunam (양주남, 梁柱南; 1912–, Yang Ju-nam), 1936
- Simcshongdzson (심청전, „Sim Cshong története”, Simcheongjeon), rendezte: An Szongjong (안석영, 安夕影; 1901–1950, An Seok-yeong), 1937
- Kunjong jolcsha (군용 열차, „Katonai vonat”, Gunyong yeolcha), rendezte: Szo Gvangdzse (서광제, 徐光霽; 1901–?, Seo Gwang-je), 1938
- Ohva (어화, „Halásztűz”, Eohwa), rendezte: An Cshorjong (안철영, 安哲永; 1909–?, An Cheol-yeong), 1939)
- Pandoi pom (반도의 봄, „A Koreai-félsziget tavasza”, Bandoui bom), rendezte: I Bjongil (이병일, 李炳逸; 1910–1978, Lee Byeong-il), 1941
- Csip omnun cshonsza (집 없는 천사, „Hajléktalan angyal”, Jib eomneun cheonsa), rendezte: Cshö Ingju (Choi In-gyu) (최인규, 崔寅奎; 1911–?), 1941
- Csivonbjong (지원병, „Önkéntes”, Jiwonbyeong), rendezte: An Szongjong (An Seok-yeong), 1941
- Mangnui kjolszade  (망루의 결사대, „Az őrtorony öngyilkos osztaga”; japánul: 望楼の決死隊, Bóró no kessitai, Mangnu-ui gyeolsadae), rendezte: Imai Tadasi (今井 正, 1912–1991), 1943
- Csoszon hehjop (조선해협, „Csoszon szorosai”, Joseon haehyeop), rendezte: Pak Kicshe (박기채, 朴基采; 1906–?, Park Gi-chae), 1943
- Csomun moszup (젊은 모습, „A fiatalság portréja”; japánul: 若き姿, Vakagi szugata, Jeomeun moseup), rendezte: Tojoda Siró (豊田 四郎, 1906–1977), 1943
- Szarangi mengszo (사랑의 맹서, „A szerelem fogadalma”, Sarangui maengseo), rendezte: Cshö Ingju (choi In-gyu), 1945